# أدريان إي. هوبكنز
الرائد أدريان إدموند هوبكنز، الحاصل على وسام الصليب العسكري (8 أكتوبر 1894 - 1 مارس 1967)، كان من هواة جمع الطوابع البريطانيين، ووقع على قائمة هواة جمع الطوابع المتميزين عام 1947. أصيب خلال الحرب العالمية الأولى وفقد ذراعه. كان هوبكنز رئيسًا وعضوًا مؤسسًا في جمعية تاريخ البريد، وشغل منصب عمدة مدينة باث ثلاث مرات للسنوات (1937، 1938، و1953).

## من مؤلفاته
- Talks about postage stamps - Philately in Bristol. 1927.
- A history of wreck covers originating at sea, on land, and in the air. 1940.